# Dunant (câble sous-marin)
Pour les articles homonymes, voir Dunant.
Dunant est un câble de communication transatlantique privé d'un débit de 250 Tbit/s, long de 6 600 kilomètres, qui relie les États-Unis (Virginia Beach) à la France (Saint-Hilaire-de-Riez). Nommé d'après Henry Dunant, il a été annoncé par Google en 2018 et mis en service en 2020, en remplacement de la liaison par le câble TAT-14 qui assurait le trafic transatlantique depuis 2000.

## Historique
En juillet 2018, Google a annoncé qu'il allait investir dans deux câbles sous-marins privés – Dunant et Curie, tous deux nommés d'après des lauréats du prix Nobel – afin de remplacer le câble TAT-14 d'une capacité de 9,38 Tbit/s. Google a affirmé qu'il était la première entreprise "non-télécoms" à construire des câbles sous-marins avec cet investissement. Dunant est le premier nouveau câble sous-marin entre les États-Unis et la France depuis quinze ans et a des stations d'atterrage à Virginia Beach (États-Unis) et à Saint-Hilaire-de-Riez (France),. Les analystes du secteur des télécommunications ont déclaré que l'objectif principal de l'investissement de Google dans les câbles sous-marins est double : soutenir la qualité du service et réduire les coûts.
Google a ensuite chargé TE Subcom, une filiale du groupe TE Connectivity, de poser le câble qui utilise une architecture HFC (High Fibre Count), avec douze paires de fibres et un multiplexage par répartition spatiale (SDM). La capacité prévue est de 250 térabits par seconde (Tbit/s).
En octobre 2018, Orange a annoncé qu'il collaborerait avec Google sur le câble Dunant, agissant en tant que partenaire d'atterrage français – construisant et exploitant la station d'atterrage sur la côte atlantique française et fournissant le service de backhaul vers Paris. En février 2020, Orange a annoncé qu'elle s'associait à Telxius, la société d'infrastructure de Telefónica, pour collaborer en Europe et aux États-Unis sur des extensions de liaison de retour pour le câble Dunant.
Le 13 mars 2020, Orange a posé le câble à Saint-Hilaire-de-Riez.
Le câble a été mis en service en septembre 2020.